# More Music for Films
More Music for Films (nebo také Music for Films Volume 2) je studiové album britského hudebníka Briana Ena, vydané v roce 1983 u vydavatelství E.G. Records. V březnu 2005 vyšlo album v reedici doplněné o několik dalších skladeb. Jde o pokračování jeho alba Music for Films z roku 1978.

## Seznam skladeb
| Pořadí | Název               | Autor                               | Délka |
| ------ | ------------------- | ----------------------------------- | ----- |
| 1.     | The Dove            | Brian Eno                           | 1:30  |
| 2.     | Roman Twilight      | Brian Eno                           | 3:45  |
| 3.     | Matta               | Brian Eno                           | 2:25  |
| 4.     | Dawn, Marshland     | Brian Eno                           | 3:00  |
| 5.     | Climate Study       | Brian Eno, Daniel Lanois            | 3:20  |
| 6.     | The Secret Place    | Brian Eno, Daniel Lanois            | 3:00  |
| 7.     | An Ending           | Brian Eno                           | 3:45  |
| 8.     | Always Returning I  | Brian Eno ,Roger Eno                | 4:30  |
| 9.     | Signals             | Brian Eno, Daniel Lanois            | 4:00  |
| 10.    | Under Stars         | Brian Eno, Daniel Lanois            | 4:25  |
| 11.    | Drift Study         | Brian Eno, Roger Eno, Daniel Lanois | 2:29  |
| 12.    | Approaching Taidu   | Brian Eno, Daniel Lanois            | 3:20  |
| 13.    | Always Returning II | Brian Eno, Roger Eno                | 3:05  |

## Obsazení
- Brian Eno – různé nástroje, aranžmá, produkce
- Roger Eno – různé nástroje
- Daniel Lanois – produkce